# Schloss O

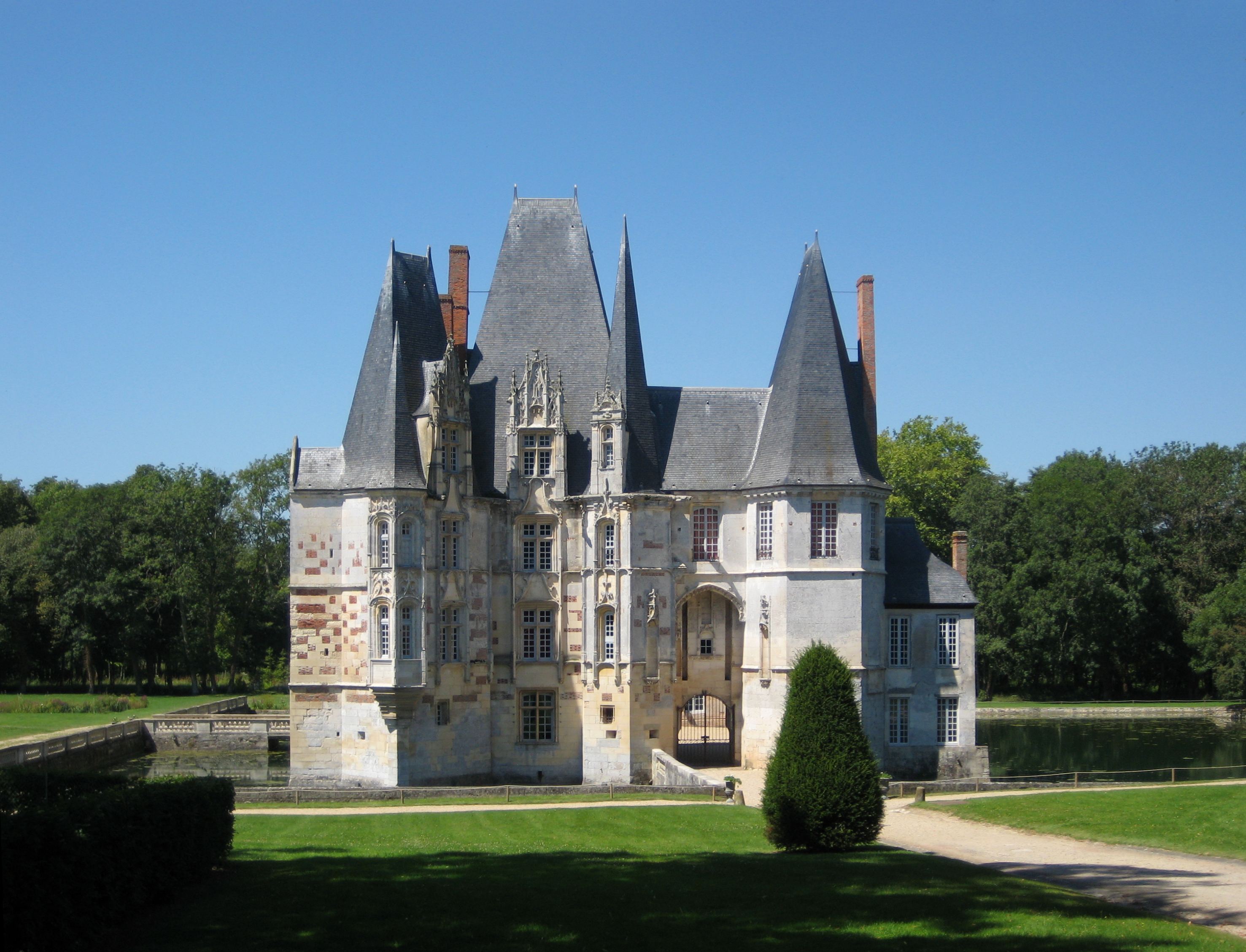
Schloss O von Südosten

Das Schloss O (französisch Château d’Ô) ist ein Wasserschloss in Mortrée, nördlich von Alençon im Département Orne, Region Normandie.
Die Anlage geht auf eine mittelalterliche Befestigung aus dem 11. Jahrhundert zurück. Ihre äußere Gestalt erhielt sie im Wesentlichen am Ende des 15. und zu Beginn des 16. Jahrhunderts. Das Schloss befindet sich in Privatbesitz und kann besichtigt werden. Seit September 1964 steht es als Monument historique unter Denkmalschutz. Im Mai 2002 wurde auch der großzügige Schlosspark, der im Besitz der Gemeinde ist, in die Denkmalliste aufgenommen.

## Beschreibung

### Architektur

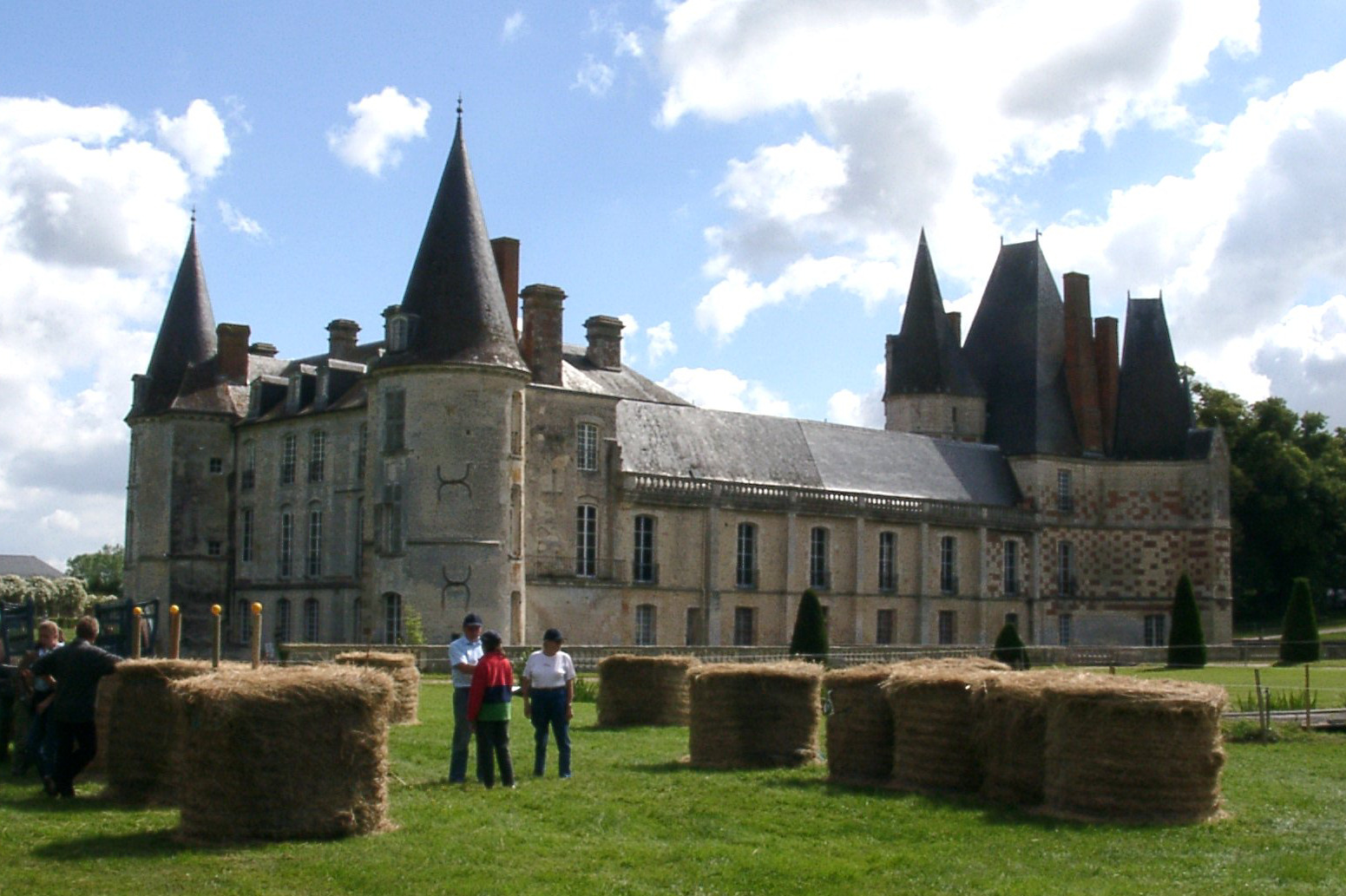
Westansicht des Schlosses

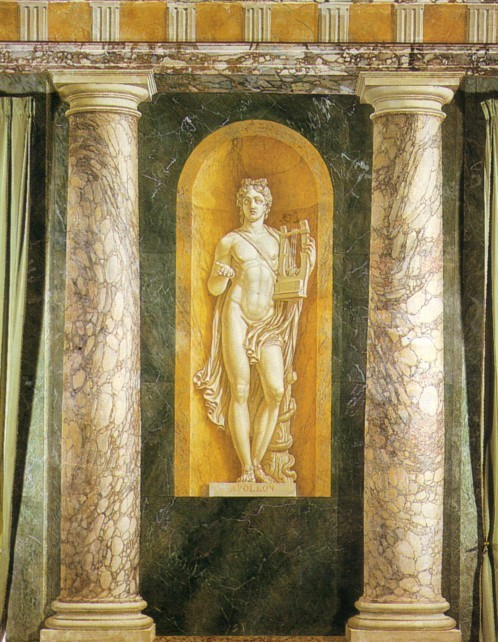
Trompe-l’œil-Malerei im Salon der Musen

Das dreiflügelige Schloss mit hohem Walmdach steht auf Pfählen auf einer kleinen rechteckigen Insel inmitten eines Teichs, der von der Thouane gespeist wird. Auf der Nordwestseite befindet sich das Corps de Logis, das im 17. Jahrhundert errichtet wurde. Es wird an zwei Ecken von runden Türmen aus dem 15. Jahrhundert flankiert. Ihm steht auf der anderen Seite der Schlossinsel der Torbau (französisch Châtelet) aus dem letzten Viertel des 15. Jahrhunderts gegenüber. Die beiden Bauten sind über einen schmalen Südflügel vom Beginn des 16. Jahrhunderts miteinander verbunden und umschließen so einen Innenhof, der früher im Norden wahrscheinlich von einer Kurtine abgeschlossen war, heute aber an dieser Seite von einer niedrigen Balustrade begrenzt wird.
Das Erdgeschoss des Südflügels besteht aus einer hofseitigen Galerie mit flachen Bögen, die von skulptierten Säulen ionische Ordnung getragen werden. Im Dachgeschoss finden sich zwei Lukarnen mit Giebeln im Stil des Flamboyants, die Porträt-Medaillons aufweisen. Die Außenfassade des Südtrakts präsentiert sich hingegen im Stil des klassizistischen Barocks und ist durch Pilaster vertikal gegliedert.
Bei dem Torbau handelt es sich um den ältesten Teil des Schlosses. Er besteht aus einem dreigeschossigen Pavillon mit hohem schiefergedecktem Mansarddach und einem polygonalen Turm mit ebenfalls polygonalem Helm, die durch einen überbaute Tordurchfahrt miteinander verbunden sind. Die Balkenaufnahmen der einstigen Zugbrücke sind noch gut zu erkennen. Die Außenfassade des Châtelets zeigt die Merkmale des Flamboyants, was durch die aufwändig gestalteten Lukarnen mit ihren Fialen besonders betont wird. Das Dekor des aus hellem Naturstein und roten Backsteinen errichteten Gebäudes zeigt ein Schachbrettmuster und zählt zu den aufwändigsten Arbeiten dieser Art in der Normandie. Im Gegensatz dazu zeigt der Skulpturenschmuck des Corps de Logis bereits den Einfluss der italienischen Renaissance. Die drei Geschosse dieses Wohnbaus sind über einen hofseitigen Treppenturm erschlossen.
Zur Anlage gehören neben dem Hauptschloss eine Kapelle aus dem 14. Jahrhundert, ein Taubenturm aus der Zeit der Renaissance und diverse Ökonomiegebäude, darunter mehrere Scheunen, eine Orangerie aus dem 18. Jahrhundert sowie eine Commanderie, die heute als Restaurant genutzt wird. Ebenfalls zum Schloss gehörig sind drei Gärten – ein Rasenparterre, ein Obst- und ein Gemüsegarten – sowie ein großzügiger Schlosspark.
Zugang zum Schlossareal gewährt ein schmiedeeisernes Tor an der Ostseite der Anlage. Es wird von zwei gemauerten Pfeilern flankiert, die jeweils von einer Vase bekrönt sind.

### Innenausstattung
Die Innenausstattung des Schlosses stammt zum größten Teil aus dem 17. und 18. Jahrhundert und weist damit verschiedene Stilrichtungen auf. Kunsthistorisch besonders wertvoll ist der sogenannte Salon der Musen (Salon des muses) mit Mobiliar im strengen Louis-seize-Stil. Er besitzt neoklassizistische Trompe-l’œil-Malereien in Pastelltönen, die neun Nischen mit antikisierten Götterstatuen vortäuschen.

## Geschichte
Die Wurzeln des Schlosses liegen in einer befestigten Anlage des 11. Jahrhunderts, die von einer Familie erbaut wurde, die sich nach ihrem Besitz nannte. Erster urkundlich genannter Spross war Robert d’O, der Robert I., Herzog der Normandie, auf einer Pilgerreise in das Heilige Land begleitete. Die Stammburg seiner Familie wurde während des Hundertjährigen Krieges von englischen Truppen zerstört. Ab 1484 ließ Jean I. d’O, Kammerherr des französischen Königs Karl VIII., den Bau des heutigen Schlosses beginnen. Unter seiner Ägide wurde ab 1484 der heutige Torbau auf den Fundamenten der alten Burg errichtet. Der sich anschließende, südliche Galerieflügel wurde von Jeans Sohn Charles d’O erbaut. Ihm folgte als Schlossbesitzer und Seigneur von O sein Sohn Jean II., der es unter Franz I. bis zum Hauptmann der Schottischen Garde und Seneschall der Normandie brachte. Jean II. wurde von seinem Sohn François beerbt. Dieser war Surintendant des Finances und Mignon Heinrichs III. und interessierte sich mehr für seine Besitzungen im damaligen Fresne (heute Ecquevilly). Er starb 1594 völlig überschuldet, sodass Schloss O verkauft wurde, um seine immensen Schulden zu tilgen.
Käufer war Jacques de La Guesle, Mitglied des Parlement de Paris, der es seinem Bruder Alexandre vererbte. Für diesen wurden das Schloss und die dazugehörigen Besitzungen 1616 zum Marquisat erhoben. Nach Alexandres kinderlosem Tod verkaufte seine Nichte den Besitz an den Herzog von Luynes, der es 1647 an die Familie Montaigu (auch Montagu geschrieben) veräußerte. Diese ließ vor allem im Inneren Veränderungen vornehmen und die Außenfassade des Südflügels um 1770 gemäß dem damaligen Zeitgeschmack umfassend verändern.

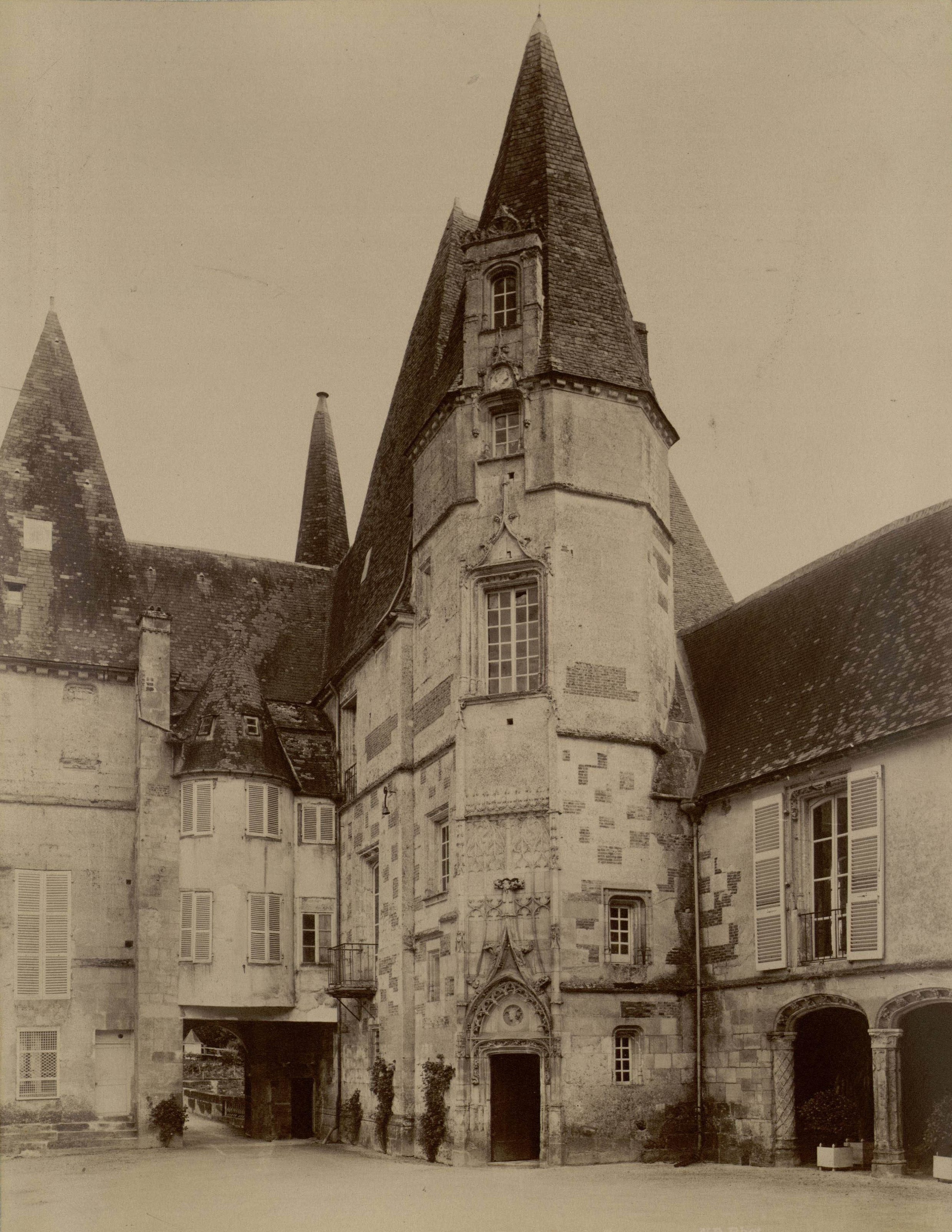
Treppenturm im Innenhof, Foto von spätestens 1910

1795 erwarb Charles Valentin Roques die Anlage. Seine Familie ließ ebenfalls Veränderungen am Schloss vornehmen. So stammt zum Beispiel die Orangerie im Schlossgarten von ihr. Über die Familie d’Albon, die ab 1841 Eigentümerin von Schloss O war, kam der Besitz 1878 an einen Immobilienspekulanten, der den zum Schloss gehörenden Landbesitz parzellieren ließ und stückweise verkaufte. Das Schlossarchiv wurde verbrannt und das Mobiliar sowie die Schlossbibliothek verkauft. Anschließend gelangte die Schlossanlage in den Besitz des Generals Edouard Arsène Henry, marquis d’Aubigny (1832–1912).
Später kam das Schloss in staatlichen Besitz und wurde als Ferienheim für Kinder von Marineangehörigen genutzt. Dazu erfuhr das Hauptschloss im Inneren durchgreifende Veränderungen, bei denen viel historische Bausubstanz zerstört wurde. Letzte bauliche Veränderungen erfuhr das Gebäude ab 1973, als Jacques de Lacretelle und seine Frau Yolande mit seiner Restaurierung begannen. Das Ehepaar hatte den heruntergekommenen Besitz zu Beginn der 1970er Jahre erworben. Zu den Wiederherstellungsarbeiten gehörten unter anderem die Instandsetzung der Ringmauer, die acht Monate dauernde Restaurierung der Trompe-l’œil-Malereien im Inneren und die Wiederbewässerung der trocken gefallenen Gräben. Die neuen Schlosseigentümer ließen zudem die Schlossräume wieder möblieren und öffneten den Besitz für die Öffentlichkeit.